# 多序楼梯草
多序楼梯草（学名：Elatostema macintyrei）是荨麻科楼梯草属的植物。分布在泰国、越南以及中国大陆的云南、广东、广西、西藏、四川、贵州等地，生长于海拔170米至2,000米的地区，见于山谷林中或沟边阴处，目前尚未由人工引种栽培。